# Luis Otero Sánchez-Encinas
Luis Otero Sánchez-Encinas, conegut com a Otero, (Pontevedra, Espanya 1893 - La Corunya 1955) fou un futbolista gallec, guanyador d'una medalla olímpica.
Des de 1959 se celebra cada estiu en honor seu el Trofeu Luis Otero a Pontevedra.

## Biografia
Va néixer el 22 d'octubre de 1893 a la ciutat de Pontevedra, població situada a la província del mateix nom. Va morir el 20 de gener de 1955 a la seva residència de La Corunya.

## Carrera esportiva

### Trajectòria per clubs
Va iniciar la seva activitat al futbol als 16 anys a les files de l'Sporting de Pontevedra, passant l'any 1911 a militar al Real Vigo Sporting Club, amb el qual va esdevenir campió de Galícia els anys 1914, 1919, 1920 i 1923. Poques setmanes després d'aconseguir aquest últim títol el Real Vigo es va fusionar amb el seu club rival Real Club Fortuna de Vigo donant origen al Celta de Vigo. El primer partit de la història del Celta va disputar-se el 14 de setembre de 1923 entre dos equips formats per jugadors del mateix equip, un d'ell capitanejat per Otero.
El 1924, però, disconforme amb la nova disciplina del club abandonà el Celta de Vigo per fitxar pel Deportivo de La Coruña juntament amb tres companys més. Amb el Deportivo aconseguí guanyar els campionats de Galícia dels anys 1927 i 1928. Es retirà del futbol l'any 1930.

### Trajectòria amb la selecció
Otero fou un dels integrants del debut de la selecció espanyola a nivell internacional en la competició olímpica de futbol disputada als Jocs Olímpics d'Estiu de 1920 realitzats a Anvers (Bèlgica). En aquesta competició, on guanyà la medalla de plata, disputà a més del partit inaugural el 28 d'agost contra Dinamarca un altre partit contra Itàlia.
Posteriorment jugà dos partits més amb la selecció espanyola, si bé foren partits amistosos.